# Serie B Profesional de Chile 1938
A Serie B Profesional de Chile de 1938 foi a 4ª edição do campeonato do futebol do Chile, segunda divisão. Em turno único os 11 clubes jogam todos contra todos.. Todos os clubes que não eram equipes B foram ascendidos para o Campeonato Chileno de Futebol de 1939.

## Participantes
| Equipe                                          | Cidade        | Região                | No ano anterior       | Estádio                       | Capacidade | Títulos        | Participações |
| ----------------------------------------------- | ------------- | --------------------- | --------------------- | ----------------------------- | ---------- | -------------- | ------------- |
| Club de Deportes Green Cross                    | Santiago      | Província de Santiago | Quarto Lugar          | Estádio Carabineros           | 12.000     | 0 (não possui) | 4             |
| Santiago National Football Club                 | Santiago      | Província de Santiago | Vice Campeão          | Estádio Santa Laura           | 22.375     | 1 (1935)       | 4             |
| Corporación Club de Deportes Santiago Morning B | Independencia | Província de Santiago | Nono Lugar            | Estádio Santa Laura           | 22.375     | 0 (não possui) | 2             |
| Audax Club Sportivo Italiano B                  | La Florida    | Província de Santiago | Décimo Primeiro Lugar | Estádio Santa Laura           | 22.375     | 0 (não possui) | 2             |
| Club Social y Deportivo Colo-Colo B             | Ñuñoa         | Província de Santiago | Décimo Lugar          | Campos de Sports de Ñuñoa     | 27.000     | 0 (não possui) | 2             |
| Club Deportivo Magallanes B                     | Maipú         | Província de Santiago | Sexto Lugar           | Estádio de la Escuela Militar | ---        | 0 (não possui) | 2             |
| Club de Deportes Badminton B                    | Santiago      | Província de Santiago | Oitavo Lugar          | Estádio Carabineros           | 12.000     | 0 (não possui) | 2             |
| Club Deportivo Universidad Católica             | Las Condes    | Província de Santiago | Terceiro Lugar        | Estádio Santa Laura           | 22.375     | 0 (não possui) | 2             |
| Club Metropolitano                              | Santiago      | Província de Santiago | Estreante             | Estádio Santa Laura           | 22.375     | 0 (não possui) | 1             |
| Unión Española B                                | Independencia | Província de Santiago | Equipe B              | Estádio Santa Laura           | 22.375     | 0 (não possui) | 1             |

## Campeão
| Campeão Chileno Serie B 1938                      |
| ------------------------------------------------- |
| Club Metropolitano (Santiago) (1º título) Campeão |